# Attaque de l'université de Charsadda
L'attaque de l'université de Charsadda est une attaque terroriste survenue le 20 janvier 2016 à l'université Bacha Khan, à Charsadda au Pakistan. Elle fait au moins 21 victimes.

## Déroulement
Le 20 janvier 2016 à 9 h 30, heure locale, un commando de talibans pakistanais fait irruption dans l'enceinte de l'université Bacha Khan et ouvre le feu sur les étudiants et professeurs se trouvant à l'intérieur. 
À cette heure matinale, le campus, entouré de champs de cannes à sucre, est enveloppé d'un épais brouillard hivernal, ce qui facilite l'approche des assaillants. L'établissement reçoit ce jour-là 600 visiteurs (en plus de ses 3 000 étudiants) pour un récital de poésie.
Selon les témoignages d'étudiants, un jeune professeur de chimie, Syed Hamid Husain, se serait interposé arme à la main pour protéger ses élèves, avant de succomber sous les balles. Depuis le massacre de l'école militaire de Peshawar, en 2014, les enseignants du nord-ouest du pays sont autorisés à porter une arme dans leur classe.
L'intervention de la police, longue de deux heures, se termine par la mort de tous les assaillants. Il y a au moins 21 victimes parmi les élèves, professeurs, membres du personnel et gardes de sécurité.

## Revendication
Une faction des talibans pakistanais revendique l'attaque auprès de l'AFP. Elle annonce l'avoir menée en représailles de l'opération Zarb-e-Azb de l'armée pakistanaise dans le Waziristan du Nord, et menace de nouvelles attaques. Cependant, quelques heures plus tard, le porte-parole des talibans pakistanais nie l'implication du groupe.